# Footballeur pro de l'année
 (juin 2023).
Le trophée du Footballeur pro de l'année est une manifestation belge à l'initiative de Sport/Foot Magazine et de la Ligue Pro qui récompense le meilleur footballeur pro de l'année. Le prix est remis à la fin de la saison. D'autres trophées récompensent le jeune pro, l'entraîneur, le gardien, l'arbitre et le joueur le plus fair-play de l'année. Le classement s'établit sur base des votes des joueurs actifs en Jupiler Pro League ainsi que des joueurs professionnels belges évoluant au plus haut niveau des championnats étrangers. 
En outre, le trophée du 12e homme, prix du public, est remis au pro qui a été jugé meilleur joueur de l'année à la suite des votes des lecteurs de Sport/Foot Magazine, du quotidien La Dernière Heure/Les Sports, du Het Nieuwsblad ainsi que des téléspectateurs de la RTBF (TV belge francophone) et de la VRT (TV flamande).

## Palmarès
Voici le palmarès des différentes catégories  : 

### Joueur de l'année

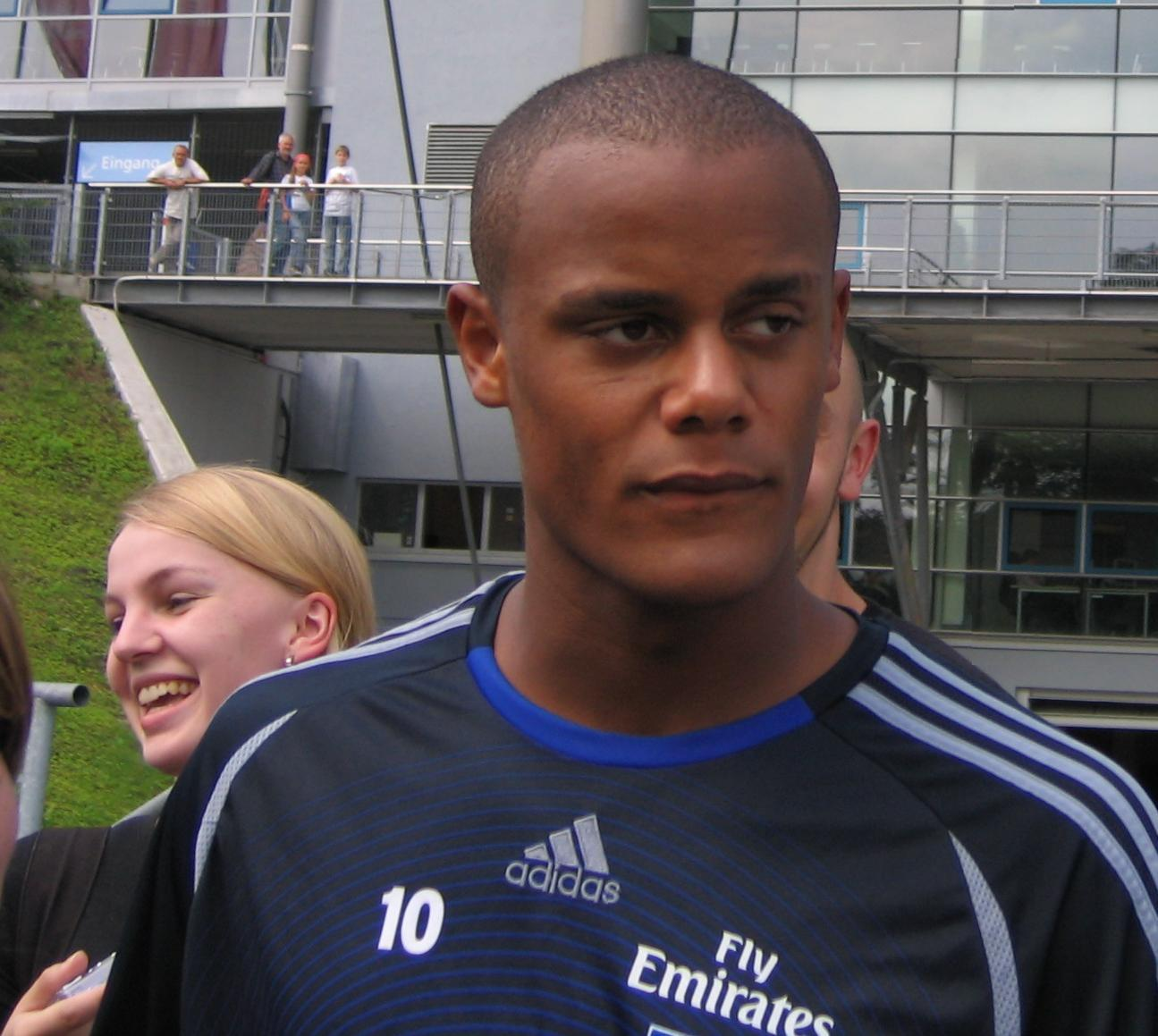
Vincent Kompany a été plusieurs fois récompensé : Jeune Pro de l'année en 2004 et 2005, footballeur pro en 2005. Il a également reçu le Trophée du en 2004 et 2005.

C'est l'attaquant Marc Degryse qui est le plus titré au Footballeur Pro: il a été honoré à quatre reprises entre 1988 et 2000. Il devance Jan Ceulemans, Pär Zetterberg et Mbark Boussoufa, trois fois vainqueurs.
Si lors des quinze premières éditions, les lauriers sont revenus onze fois à un joueur belge, la tendance s'inverse entre 2006 et 2013 avec huit titres consécutifs décernés à des joueurs étrangers du championnat. 
| Saison | Joueur de l'année   | Pays          | Club                      |
| ------ | ------------------- | ------------- | ------------------------- |
| 1984   | Jan Ceulemans       | Belgique      | Club Bruges               |
| 1985   | Jan Ceulemans (2)   | Belgique      | Club Bruges               |
| 1986   | Jan Ceulemans (3)   | Belgique      | Club Bruges               |
| 1987   | Juan Lozano         | Espagne       | RSC Anderlecht            |
| 1988   | Marc Degryse        | Belgique      | Club Bruges               |
| 1989   | Marc Emmers         | Belgique      | FC Malines                |
| 1990   | Marc Degryse (2)    | Belgique      | RSC Anderlecht            |
| 1991   | Enzo Scifo          | Belgique      | AJ Auxerre                |
| 1992   | Philippe Albert     | Belgique      | FC Malines                |
| 1993   | Pär Zetterberg      | Suède         | Sporting Charleroi        |
| 1994   | Lorenzo Staelens    | Belgique      | Club Bruges               |
| 1995   | Marc Degryse (3)    | Belgique      | RSC Anderlecht            |
| 1996   | Luc Nilis           | Belgique      | PSV Eindhoven             |
| 1997   | Pär Zetterberg (2)  | Suède         | RSC Anderlecht            |
| 1998   | Pär Zetterberg (3)  | Suède         | RSC Anderlecht            |
| 1999   | Souleymane Oularé   | Guinée        | KRC Genk                  |
| 2000   | Marc Degryse (4)    | Belgique      | Germinal Beerschot Anvers |
| 2001   | Walter Baseggio     | Belgique      | RSC Anderlecht            |
| 2002   | Wesley Sonck        | Belgique      | KRC Genk                  |
| 2003   | Timmy Simons        | Belgique      | Club Bruges               |
| 2004   | Aruna Dindane       | Côte d'Ivoire | RSC Anderlecht            |
| 2005   | Vincent Kompany     | Belgique      | RSC Anderlecht            |
| 2006   | Mbark Boussoufa     | Maroc         | KAA La Gantoise           |
| 2007   | Mémé Tchité         | Burundi       | RSC Anderlecht            |
| 2008   | Milan Jovanović     | Serbie        | Standard de Liège         |
| 2009   | Mbark Boussoufa (2) | Maroc         | RSC Anderlecht            |
| 2010   | Mbark Boussoufa (3) | Maroc         | RSC Anderlecht            |
| 2011   | Ivan Perišić        | Croatie       | Club Bruges               |
| 2012   | Matías Suárez       | Argentine     | RSC Anderlecht            |
| 2013   | Carlos Bacca        | Colombie      | Club Bruges               |
| 2014   | Thorgan Hazard      | Belgique      | SV Zulte Waregem          |
| 2015   | Víctor Vázquez      | Espagne       | Club Bruges               |
| 2016   | Sofiane Hanni       | Algérie       | KV Malines                |
| 2017   | Youri Tielemans     | Belgique      | RSC Anderlecht            |
| 2018   | Hans Vanaken        | Belgique      | Club Bruges               |
| 2019   | Hans Vanaken (2)    | Belgique      | Club Bruges               |
| 2020   | Non attribué        | Non attribué  | Non attribué              |
| 2021   | Paul Onuachu        | Nigeria       | KRC Genk                  |
| 2022   | Deniz Undav         | Allemagne     | Union saint-gilloise      |
| 2023   | Mike Trésor         | Belgique      | KRC Genk                  |
| 2024   | Cameron Puertas     | Espagne       | Union saint-gilloise      |

### Gardien de l'année

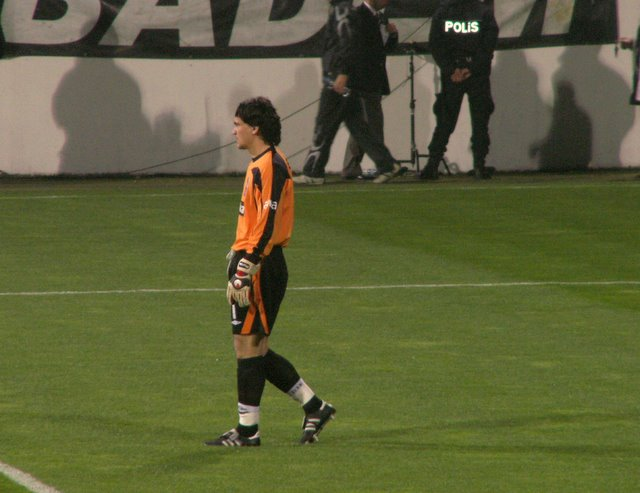
Vedran Runje, gardien de l'année en 1999, 2001 et 2006.

Le trophée de Gardien de l'année fut longtemps réservé aux gardiens du plat pays. Le premier portier non belge à s'inscrire au palmarès est le Néerlandais Stanley Menzo en 1997. Il remporta la même année le titre de champion avec le Lierse SK. Les Croates Vedran Runje (1999, 2001 et 2006) et Lovre Kalinić (2017 et 2018), le Tchèque Daniel Zitka (2007), l'Ivoirien Boubacar Barry Copa (2009) ainsi que l'Australien Mathew Ryan (2014 et 2015) sont les autres étrangers à avoir été sacrés.
Avec les quatre titres de Gilbert Bodart (1985, 1986, 1992 et 1995), et les trois de Vedran Runje, le Standard de Liège confirme sa tradition de gardiens de talent, dans la lignée des Jean Nicolay, Christian Piot et Michel Preud'homme. 
Depuis la saison 2017/2018, ce trophée est décerné au gardien totalisant le plus grand nombre de "clean sheets" en championnat. 
| Saison | Gardien de l'année               | Pays                | Club                             |
| ------ | -------------------------------- | ------------------- | -------------------------------- |
| 1985   | Gilbert Bodart                   | Belgique            | Standard de Liège                |
| 1986   | Gilbert Bodart (2)               | Belgique            | Standard de Liège                |
| 1987   | Philippe Vande Walle             | Belgique            | Club Bruges                      |
| 1988   | Michel Preud'homme               | Belgique            | FC Malines                       |
| 1989   | Michel Preud'homme (2)           | Belgique            | FC Malines                       |
| 1990   | Michel Preud'homme (3)           | Belgique            | FC Malines                       |
| 1991   | Michel Preud'homme (4)           | Belgique            | FC Malines                       |
| 1992   | Gilbert Bodart (3)               | Belgique            | Standard de Liège                |
| 1993   | Dany Verlinden                   | Belgique            | Club Bruges                      |
| 1994   | Filip De Wilde                   | Belgique            | RSC Anderlecht                   |
| 1995   | Gilbert Bodart (4)               | Belgique            | Standard de Liège                |
| 1996   | Philippe Vande Walle (2)         | Belgique            | Germinal Ekeren                  |
| 1997   | Stanley Menzo                    | Pays-Bas            | Lierse SK                        |
| 1998   | Ronny Gaspercic                  | Belgique            | KRC Harelbeke                    |
| 1999   | Vedran Runje                     | Croatie             | Standard de Liège                |
| 2000   | Filip De Wilde (2)               | Belgique            | RSC Anderlecht                   |
| 2001   | Vedran Runje (2)                 | Croatie             | Standard de Liège                |
| 2002   | Franky Vandendriessche           | Belgique            | Excelsior Mouscron               |
| 2003   | Dany Verlinden (2)               | Belgique            | Club Bruges                      |
| 2004   | Frédéric Herpoel                 | Belgique            | La Gantoise                      |
| 2005   | Silvio Proto                     | Belgique            | La Louvière                      |
| 2006   | Vedran Runje (3)                 | Croatie             | Standard de Liège                |
| 2007   | Daniel Zitka                     | République tchèque  | RSC Anderlecht                   |
| 2008   | Kenny Steppe                     | Belgique            | Germinal Beerschot Anvers        |
| 2009   | Boubacar Barry Copa              | Côte d'Ivoire       | KSC Lokeren                      |
| 2010   | Simon Mignolet                   | Belgique            | Saint-Trond VV                   |
| 2011   | Thibaut Courtois                 | Belgique            | KRC Genk                         |
| 2012   | Silvio Proto (2)                 | Belgique            | RSC Anderlecht                   |
| 2013   | Silvio Proto (3)                 | Belgique            | RSC Anderlecht                   |
| 2014   | Mathew Ryan                      | Australie           | Club Bruges                      |
| 2015   | Mathew Ryan (2)                  | Australie           | Club Bruges                      |
| 2016   | Matz Sels                        | Belgique            | KAA La Gantoise                  |
| 2017   | Lovre Kalinić                    | Croatie             | KAA La Gantoise                  |
| 2018   | Lovre Kalinić (2)                | Croatie             | KAA La Gantoise                  |
| 2019   | Danny Vukovic                    | Australie           | KRC Genk                         |
| 2020   | Non attribué                     | Non attribué        | Non attribué                     |
| 2021   | Simon Mignolet                   | Belgique            | Club Bruges                      |
| 2022   | Anthony Moris Simon Mignolet (2) | Luxembourg Belgique | Union saint-gilloise Club Bruges |
| 2023   | Jean Butez                       | France              | Antwerp                          |

### Jeune Pro de l'année
Le prix du jeune pro de l'année a été supprimé à partir de l'édition 2009. Il est à nouveau décerné en 2014.
| Saison       | Jeune Pro de l'année   | Pays         | Club               |
| ------------ | ---------------------- | ------------ | ------------------ |
| 1988         | Francis Severeyns      | Belgique     | Antwerp            |
| 1989         | Eric Viscaal           | Pays-Bas     | Beveren            |
| 1990         | Marc Wilmots           | Belgique     | FC Malines         |
| 1991         | Bertrand Crasson       | Belgique     | RSC Anderlecht     |
| 1992         | Johan Walem            | Belgique     | RSC Anderlecht     |
| 1993         | Michaël Goossens       | Belgique     | Standard de Liège  |
| 1994         | Olivier Doll           | Belgique     | RFC Seraing        |
| 1995         | Celestine Babayaro     | Nigeria      | RSC Anderlecht     |
| 1996         | Celestine Babayaro (2) | Nigeria      | RSC Anderlecht     |
| 1997         | Émile Mpenza           | Belgique     | Excelsior Mouscron |
| 1998         | Eric Addo              | Ghana        | Club Bruges        |
| 1999         | Walter Baseggio        | Belgique     | RSC Anderlecht     |
| 2000         | Walter Baseggio (2)    | Belgique     | RSC Anderlecht     |
| 2001         | Alin Stoica            | Roumanie     | RSC Anderlecht     |
| 2002         | Koen Daerden           | Belgique     | KRC Genk           |
| 2003         | Davy De Beule          | Belgique     | KSC Lokeren        |
| 2004         | Vincent Kompany        | Belgique     | RSC Anderlecht     |
| 2005         | Vincent Kompany (2)    | Belgique     | RSC Anderlecht     |
| 2006         | Mbark Boussoufa        | Maroc        | La Gantoise        |
| 2007         | Lucas Biglia           | Argentine    | RSC Anderlecht     |
| 2008         | Axel Witsel            | Belgique     | Standard de Liège  |
| 2009         | Axel Witsel (2)        | Belgique     | Standard de Liège  |
| Non attribué |                        |              |                    |
| 2014         | Youri Tielemans        | Belgique     | RSC Anderlecht     |
| 2015         | Youri Tielemans (2)    | Belgique     | RSC Anderlecht     |
| 2016         | Leon Bailey            | Jamaïque     | KRC Genk           |
| 2017         | Landry Dimata          | Belgique     | KV Ostende         |
| 2018         | Wesley                 | Brésil       | Club Bruges        |
| 2019         | Yari Verschaeren       | Belgique     | RSC Anderlecht     |
| 2020         | Non attribué           | Non attribué | Non attribué       |
| 2021         | Noa Lang               | Pays-Bas     | Club Bruges        |
| 2022         | Charles De Ketelaere   | Belgique     | Club Bruges        |
| 2023         | Arthur Vermeeren       | Belgique     | R Antwerp FC       |
| 2024         | Bilal El Khannouss     | Maroc        | KRC Genk           |

### Entraîneur de l'année

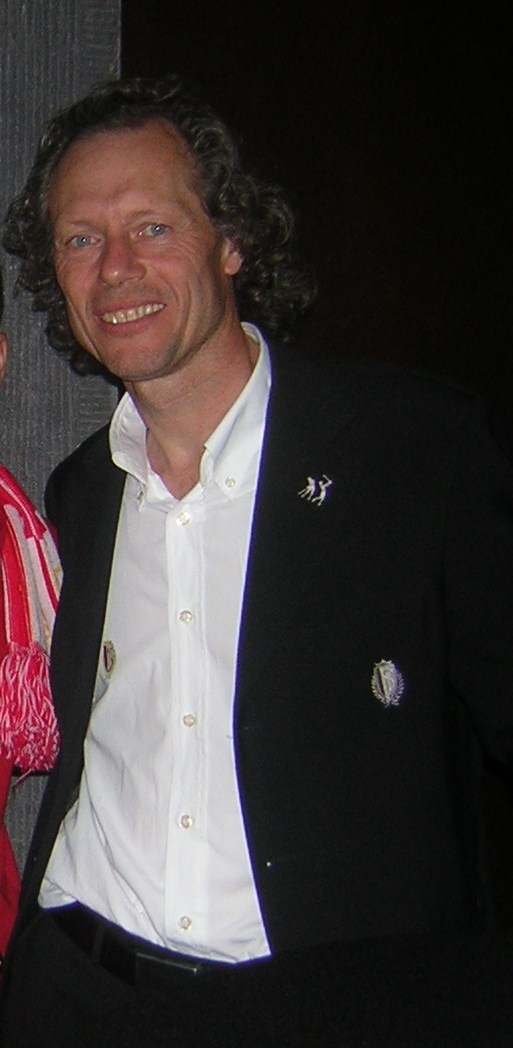
Michel Preud'homme : quatre fois gardien de l'année (de 1988 à 1991) et entraîneur de l'année en 2008, 2015 et 2016.

| Saison | Entraîneur l'année     | Pays         | Club                 |
| ------ | ---------------------- | ------------ | -------------------- |
| 1983   | Paul Van Himst         | Belgique     | RSC Anderlecht       |
| 1984   | Georges Heylens        | Belgique     | Seraing              |
| 1985   | Robert Waseige         | Belgique     | RFC Liège            |
| 1986   | Urbain Haesaert        | Belgique     | KSV Waregem          |
| 1987   | Aad de Mos             | Pays-Bas     | FC Malines           |
| 1988   | Georg Kessler          | Allemagne    | Antwerp              |
| 1989   | Aad de Mos (2)         | Pays-Bas     | FC Malines           |
| 1990   | Georges Leekens        | Belgique     | Club Bruges          |
| 1991   | René Vandereycken      | Belgique     | La Gantoise          |
| 1992   | Hugo Broos             | Belgique     | Club Bruges          |
| 1993   | Walter Meeuws          | Belgique     | Antwerp              |
| 1994   | Robert Waseige (2)     | Belgique     | Sporting Charleroi   |
| 1995   | Robert Waseige (3)     | Belgique     | Standard de Liège    |
| 1996   | Hugo Broos (2)         | Belgique     | Club Bruges          |
| 1997   | Eric Gerets            | Belgique     | Lierse SK            |
| 1998   | Eric Gerets (2)        | Belgique     | Club Bruges          |
| 1999   | Aimé Anthuenis         | Belgique     | KRC Genk             |
| 2000   | Aimé Anthuenis (2)     | Belgique     | RSC Anderlecht       |
| 2001   | Aimé Anthuenis (3)     | Belgique     | RSC Anderlecht       |
| 2002   | Sef Vergoossen         | Pays-Bas     | KRC Genk             |
| 2003   | Trond Sollied          | Norvège      | Club Bruges          |
| 2004   | Hugo Broos (3)         | Belgique     | RSC Anderlecht       |
| 2005   | Trond Sollied (2)      | Norvège      | Club Bruges          |
| 2006   | Francky Dury           | Belgique     | Zulte-Waregem        |
| 2007   | Hugo Broos (4)         | Belgique     | KRC Genk             |
| 2008   | Michel Preud'homme     | Belgique     | Standard de Liège    |
| 2009   | László Bölöni          | Roumanie     | Standard de Liège    |
| 2010   | Ariël Jacobs           | Belgique     | RSC Anderlecht       |
| 2011   | Franky Vercauteren     | Belgique     | KRC Genk             |
| 2012   | Hein Vanhaezebrouck    | Belgique     | KV Courtrai          |
| 2013   | Francky Dury (2)       | Belgique     | Zulte-Waregem        |
| 2014   | Peter Maes             | Belgique     | KSC Lokeren          |
| 2015   | Michel Preud'homme (2) | Belgique     | Club Bruges          |
| 2016   | Michel Preud'homme (3) | Belgique     | Club Bruges          |
| 2017   | René Weiler            | Suisse       | RSC Anderlecht       |
| 2018   | Ivan Leko              | Croatie      | Club Bruges          |
| 2019   | Philippe Clement       | Belgique     | KRC Genk             |
| 2020   | Non attribué           | Non attribué | Non attribué         |
| 2021   | Alexander Blessin      | Allemagne    | KV Ostende           |
| 2022   | Felice Mazzù           | Belgique     | Union saint-gilloise |
| 2023   | Mark van Bommel        | Pays-Bas     | R Antwerp FC         |
| 2024   | Alexander Blessin (2)  | Allemagne    | Union saint-gilloise |

### Arbitre de l'année
| Saison | Arbitre de l'année          | Pays         |              |
| ------ | --------------------------- | ------------ | ------------ |
| 1984   | Marcel van Langenhove       | Belgique     |              |
| 1985   | Marcel van Langenhove (2)   | Belgique     |              |
| 1986   | Marcel van Langenhove (3)   | Belgique     |              |
| 1987   | Marcel van Langenhove (4)   | Belgique     |              |
| 1988   | Marcel van Langenhove (5)   | Belgique     |              |
| 1989   | Marcel van Langenhove (6)   | Belgique     |              |
| 1990   | Marcel van Langenhove (7)   | Belgique     |              |
| 1991   | Marcel van Langenhove (8)   | Belgique     |              |
| 1992   | Alphonse Costantin          | Belgique     |              |
| 1993   | Alphonse Costantin (2)      | Belgique     |              |
| 1994   | Guy Goethals                | Belgique     |              |
| 1995   | Guy Goethals (2)            | Belgique     |              |
| 1996   | Guy Goethals (3)            | Belgique     |              |
| 1997   | Frans van den Wijngaert     | Belgique     |              |
| 1998   | Frans van den Wijngaert (2) | Belgique     |              |
| 1999   | Frans van den Wijngaert (3) | Belgique     |              |
| 2000   | Frank De Bleeckere          | Belgique     |              |
| 2001   | Frank De Bleeckere (2)      | Belgique     |              |
| 2002   | Frank De Bleeckere (3)      | Belgique     |              |
| 2003   | Frank De Bleeckere (4)      | Belgique     |              |
| 2004   | Johan Verbist               | Belgique     |              |
| 2005   | Paul Allaerts               | Belgique     |              |
| 2006   | Paul Allaerts (2)           | Belgique     |              |
| 2007   | Jérôme Efong Nzolo          | Belgique     |              |
| 2008   | Jérôme Efong Nzolo (2)      | Belgique     |              |
| 2009   | Jérôme Efong Nzolo (3)      | Belgique     |              |
| 2010   | Frank De Bleeckere (5)      | Belgique     |              |
| 2011   | Frank De Bleeckere (6)      | Belgique     |              |
| 2012   | Frank De Bleeckere (7)      | Belgique     |              |
| 2013   | Jérôme Efong Nzolo (4)      | Belgique     |              |
| 2014   | Johan Verbist (2)           | Belgique     |              |
| 2015   | Sébastien Delferière        | Belgique     |              |
| 2016   | Sébastien Delferière (2)    | Belgique     |              |
| 2017   | Sébastien Delferière (3)    | Belgique     |              |
| 2018   | Jonathan Lardot             | Belgique     |              |
| 2019   | Erik Lambrechts             | Belgique     |              |
| 2020   | Non attribué                | Non attribué | Non attribué |
| 2021   | Jonathan Lardot (2)         | Belgique     |              |
| 2022   | Erik Lambrechts (2)         | Belgique     |              |
| 2023   | Jonathan Lardot (3)         | Belgique     |              |
| 2024   | Jonathan Lardot (4)         | Belgique     |              |

### Prix du fair-play
Le prix du fair-play a été supprimé à partir de l'édition 2009. Au palmarès du prix du fair-play, remis depuis 1986, on peut mettre en exergue deux tendances générales. D'une part, la majorité des prix ont été décernés à des attaquants ou à des milieux de terrain (neuf milieux/attaquants sur treize joueurs au palmarès), contre seulement trois gardiens et un seul défenseur : Jean-François De Sart. D'autre part, hormis les six trophées du Suédois Par Zetterberg, et les deux du Néerlandais Simon Tahamata, les Belges sont de loin les plus souvent récompensés.
| Saison | Prix du fair-play     | Pays         | Club            |
| ------ | --------------------- | ------------ | --------------- |
| 1986   | Jan Ceulemans         | Belgique     | Club Bruges     |
| 1987   | Danny Veyt            | Belgique     | KSV Waregem     |
| 1988   | Willy Wellens         | Belgique     | Beerschot       |
| 1989   | Michel Preud'homme    | Belgique     | FC Malines      |
| 1990   | Jean-François De Sart | Belgique     | RFC Liège       |
| 1991   | Non attribué          | Non attribué | Non attribué    |
| 1992   | Alain De Nil          | Belgique     | Cercle Bruges   |
| 1993   | Non attribué          | Non attribué | Non attribué    |
| 1994   | Simon Tahamata        | Pays-Bas     | Germinal Ekeren |
| 1995   | Simon Tahamata (2)    | Pays-Bas     | Germinal        |
| 1996   | Filip De Wilde        | Belgique     | RSC Anderlecht  |
| 1997   | Franky Van Der Elst   | Belgique     | Club Bruges     |
| 1998   | Pär Zetterberg        | Suède        | RSC Anderlecht  |
| 1999   | Pär Zetterberg (2)    | Suède        | RSC Anderlecht  |
| 2000   | Pär Zetterberg (3)    | Suède        | RSC Anderlecht  |
| 2001   | Marc Degryse          | Belgique     | RSC Anderlecht  |
| 2002   | Marc Degryse (2)      | Belgique     | RSC Anderlecht  |
| 2003   | Timmy Simons          | Belgique     | Club Bruges     |
| 2004   | Pär Zetterberg (4)    | Suède        | RSC Anderlecht  |
| 2005   | Pär Zetterberg (5)    | Suède        | RSC Anderlecht  |
| 2006   | Pär Zetterberg (6)    | Suède        | RSC Anderlecht  |
| 2007   | Frédéric Herpoel      | Belgique     | KAA La Gantoise |
| 2008   | Frédéric Herpoel (2)  | Belgique     | RAEC Mons       |
| 2009   | Non attribué          | Non attribué | Non attribué    |
| 2010   | Jef Delen             | Belgique     | KVC Westerlo    |

### Trophée du12ehomme
Le trophée du 12e homme a été supprimé à partir de l'édition 2009.
| Saison | Trophée du 12e homme (prix du public) | Pays               | Club              |
| ------ | ------------------------------------- | ------------------ | ----------------- |
| 1988   |                                       |                    |                   |
| 1989   |                                       |                    |                   |
| 1990   |                                       |                    |                   |
| 1991   |                                       |                    |                   |
| 1992   |                                       |                    |                   |
| 1993   |                                       |                    |                   |
| 1994   |                                       |                    |                   |
| 1995   |                                       |                    |                   |
| 1996   |                                       |                    |                   |
| 1997   |                                       |                    |                   |
| 1998   |                                       |                    |                   |
| 1999   |                                       |                    |                   |
| 2000   |                                       |                    |                   |
| 2001   |                                       |                    |                   |
| 2002   |                                       |                    |                   |
| 2003   |                                       |                    |                   |
| 2004   | Vincent Kompany                       | Belgique           | RSC Anderlecht    |
| 2005   | Vincent Kompany (2)                   | Belgique           | RSC Anderlecht    |
| 2006   | Mbark Boussoufa                       | Maroc              | La Gantoise       |
| 2007   | Daniel Zitka                          | République tchèque | RSC Anderlecht    |
| 2008   | Steven Defour                         | Belgique           | Standard de Liège |

### Prix du plus beau but
Le prix du plus beau but a été remis à partir de l'édition 2009 en fonction des votes du public. Lors de cette première occasion, c'est paradoxalement un gardien de but qui l'a reçu: Silvio Proto , 2e du trophée du gardien de l'année 2009.
| Saison | Plus beau but                 | Pays     | Club                   |
| ------ | ----------------------------- | -------- | ---------------------- |
| 2009   | Silvio Proto (gardien de but) | Belgique | KFC Germinal Beerschot |
| 2021   | Jan Van den Bergh             | Belgique | K Beerschot VA         |
| 2022   | Junya Ito                     | Japon    | KRC Genk               |
| 2023   | Romeo Vermant                 | Belgique | Club NXT               |
| 2024   | Ferran Jutglà                 | Espagne  | Club Bruges            |